# Choral Public Domain Library
Choral Public Domain Library (CPDL) är ett projekt på Internet för att fritt tillhandahålla musik till körsånger för fri användning. Musiken är tillgänglig i flera format, bland annat som musiknoter i PDF- och TIFF-format, ljudfiler i MIDI- och MP3-format, samt i musiknotationsformat som stöds av ledsagarprogram. De flesta musiknoterna är tillgängliga med öppen källkod. CPDL har över 8 500 partitur som över 300 användare och samtida kompositörer har bidragit med. CPDL har ett stort urval av kompositörer, speciellt från renässansen där William Byrds och Tomás Luis de Victorias nästan kompletta verk finns tillgängliga i utomordentliga utgåvor.

## Liknande projekt
- International Music Score Library Project
- Mutopia Project
- Werner Icking Music Archive
- Kantoreiarchiv